# Stanisław Jan Sawicki
Stanisław Jan Sawicki herbu Nowina – chorąży mielnicki w latach 1674–1694.
Poseł na sejm 1677 roku z ziemi mielnickiej.
W 1674 roku był elektorem Jana III Sobieskiego z ziemi mielnickiej.